# Christian Puggioni
Christian Puggioni (ur. 17 stycznia 1981 w Genui) – włoski piłkarz występujący na pozycji bramkarza we włoskim klubie UC Sampdoria, którego jest wychowankiem. W swojej karierze grał także w takich zespołach jak Varese, Borgomanero, Giulianova, Pisa, Reggina, Perugia, Piacenza oraz Chievo.